# Psautier d'Eadwine
Le psautier d'Eadwine est un psautier enluminé réalisé vers 1155-1160 en Angleterre. Il doit son nom au scribe Eadwine qui aurait participé à sa copie et qui est représenté dans une grande miniature à la fin du manuscrit (f.283v). Le manuscrit est conservé à la bibliothèque de Trinity College de l'université de Cambridge et quatre autres feuillets détachés sont dispersés entre la Pierpont Morgan Library de New York (2), la British Library et le Victoria and Albert Museum à Londres.

## Historique
Le manuscrit a été copié au prieuré de la cathédrale de Christ Church de Canterbury. Le calendrier comporte la dédicace de la cathédrale en 1130 ainsi que la mort des saints archevêques Anselme et Lanfranc. Un dessin a été ajouté sur un feuillet à la fin de l'ouvrage représentant les bâtiments et le réseau hydraulique de la cathédrale et du prieuré vers 1160. L'ouvrage n'est mentionné cependant dans les catalogues de la bibliothèque du prieuré qu'au début du XIVe siècle. Il est alors localisé dans un armarium du cloître. Cela semble indiquer que l'ouvrage était destiné à une consultation fréquente. Le manuscrit se retrouve ensuite dans les mains d'un certain Richard Arkinstall qui en fait don en 1584 à l'université de Cambridge. Les premiers folios enluminés sont sans doute détachés du livre à cette époque, entre 1584 et 1615. Cette année-là, l'ouvrage est déposé par Thomas Nevile, maître de Trinity College au sein de la bibliothèque de ce college.
Les quatre feuillets détachés ne réapparaissent qu'au XIXe siècle : ils appartiennent alors au collectionneur William Young Ottley qui les vend chez Sotheby's en 1838 où ils sont alors dispersés. Les feuillet de la Morgan Library sont acquis pour l'un en 1911 (M.521), après avoir appartenu à Thomas Bateman et pour l'autre en 1927 (M.724) après avoir appartenu à Robert Stayner Holford (en) et à son fils. Le feuillet du Victoria and Albert Museum (Ms.661) a été acquis par le musée en 1894 auprès de Charles Fairfax Murray.

## Description

### Le texte
Le manuscrit commence par un calendrier (f.1v-4r) : il est rédigé à l'encre noire, rouge, bleue et marron, avec deux mois pour chaque page en colonne. Il ne contient aucun ajout a posteriori et notamment aucune commémoration de Thomas Becket (assassiné en 1170 et canonisé en 1173).
Après la préface (f.5), le texte des psaumes est très complexe (f.6r-262r). Il est réparti en trois colonnes : la première contient une version des psaumes en hébreu, avec dans les interlignes une traduction en français ; il s'agit de la plus ancienne traduction des psaumes dans cette langue. La deuxième colonne contient une version des psaumes en latin selon le rite romain avec une traduction en vieil anglais. Enfin, la troisième, deux fois plus large que les deux autres, les psaumes selon le rite gallican accompagnés de gloses en latin dans l'interligne et dans les marges. Suivent dix-sept cantiques et prières glosées (f.262v-281r) en plusieurs langues. Ils contiennent tout d'abord, pour les cantiques liés à l'Ancien Testament, trois colonnes avec des versions en français, en latin selon le rite romain avec une traduction en vieil anglais et enfin selon le rite gallican avec des gloses latines. Puis, les autres cantiques ne contiennent plus que deux colonnes, l'une contenant la version gallicane et l'autre la version en vieil anglais avec la traduction française dans l'interligne.
Le texte contient dans ses marges une mention faisant allusion à une comète, sans doute la comète de Halley passée à proximité de la terre en 1145 ou 1147 (f.10r). Cette mention a longtemps servi à dater le texte du psautier. Cependant, selon les philologues, les copistes n'ont sans doute pas vu eux-mêmes la comète et cette mention a sans doute elle-même été recopiée d'un autre manuscrit. Le texte serait sans doute postérieur d'une dizaine d'années.
La main de cinq copistes différents a été distinguée dans l'écriture du texte selon des nuances très difficiles à distinguer. Tous utilisent des techniques d'écritures typique des anglo-saxons.

### Décorations
Le psautier d'Eadwine est considéré comme le psautier anglais possédant la décoration la plus complète et la plus riche du XIIe siècle. Chaque psaume et cantique commence par une grande lettrine ornée, en couleur et feuille d'or, pour les trois versions du texte. Chacun est aussi décoré d'une grande miniature, occupant toute la largeur de la page. Elle est dessinée au trait rehaussé de couleurs (bleu, vert, vermillon et marron) et illustre le contenu du psaume de manière littérale. Ces illustrations sont directement inspirées du psautier d'Utrecht, un manuscrit carolingien copié dans la région de Reims au cours du IXe siècle et conservé alors à Cantorbéry.

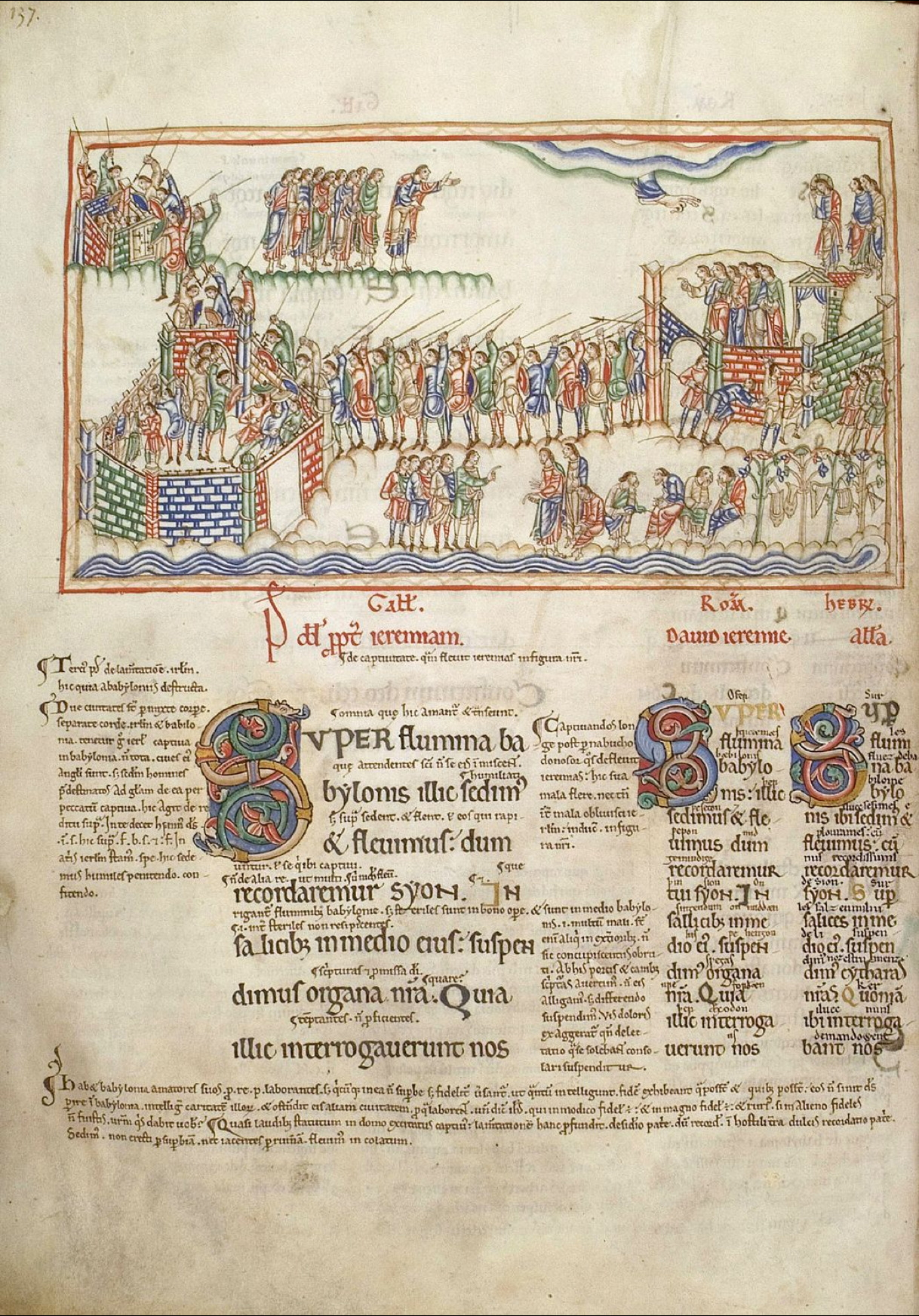
Psaume 137 (136), f.243v
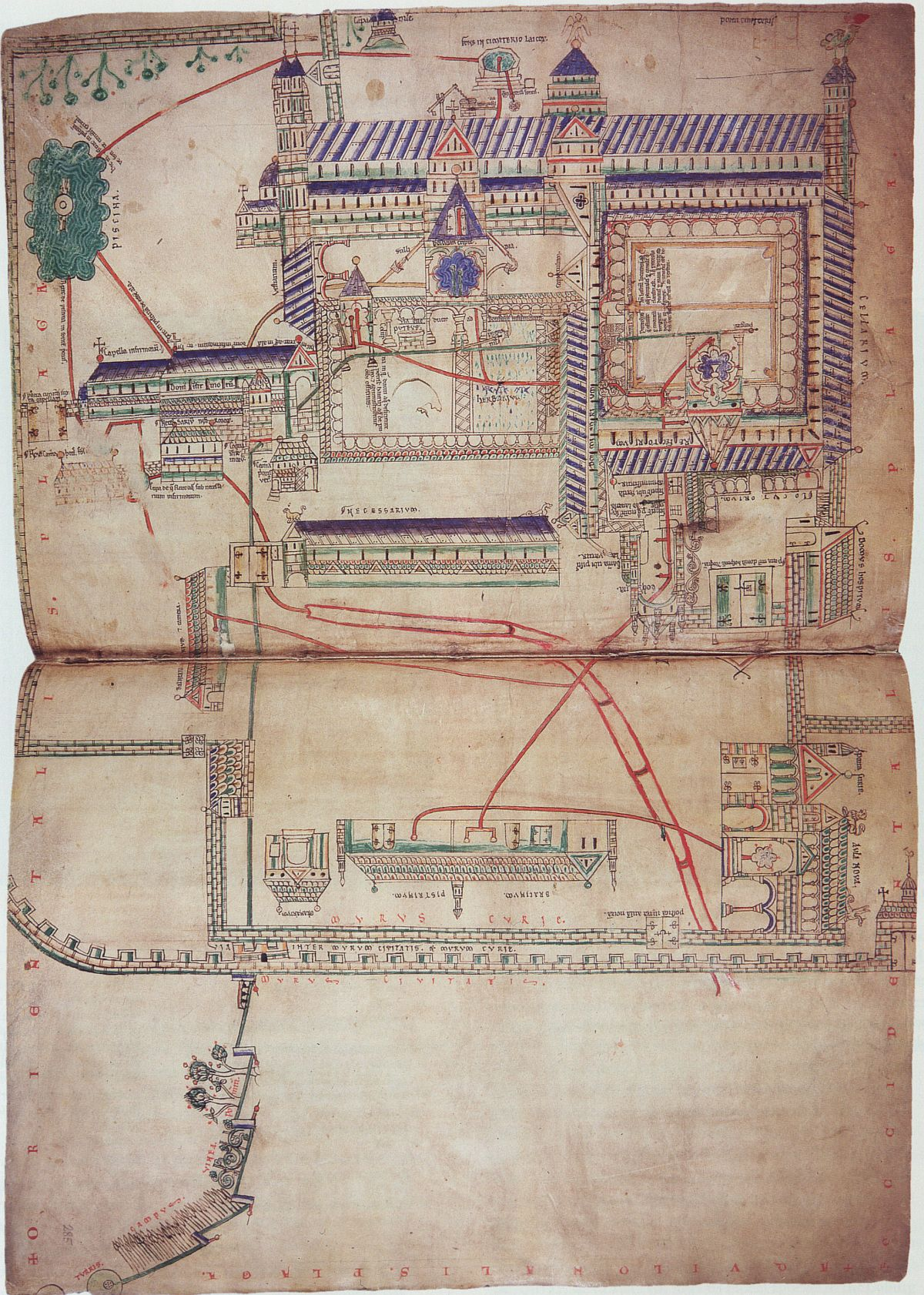
Plan des bâtiments et du réseau hydraulique de la cathédrale de Canterbury

Le texte du manuscrit s'achève par une grande miniature en pleine page contenant un portrait d'un moine copiste désigné sous le nom d'Eadwine (f.283v). Il est représenté dans un cadre architectural et sur un fond bleu, tourné vers la gauche. Il est tonsuré, avec une barbe courte, assis sur une grande chaise décorée d'arches et penché sur un livre posé sur un support couvert d'un drap. Il tient dans sa main une plume et un couteau. Cette miniature a sans doute été ajoutée tardivement, plusieurs années après, vers 1170. Il s'agirait d'un hommage posthume au moine, sur un folio laissé blanc jusqu'à cette date. Juste après cette miniature, se trouve une double page représentant les bâtiments et le réseau hydraulique de la cathédrale et du prieuré de Canterbury (f.284v-285r). La circulation de l'eau est représentée par des traits verts et rouges. Cette double page a peut-être été ajoutée a posteriori, tel un vieux parchemin réutilisé pour fabriquer la reliure du livre.
Le manuscrit était précédé de pages aujourd'hui dispersées. Quatre feuillets soit huit pages entièrement enluminées en couleur sont encore conservés. Les huit pages sont découpées en petites scènes dans des carrés au nombre allant d'une douzaine vingt-quatre, contenant parfois deux scènes dans un même carré. Il s'agit de la plus grande série d'illustrations du Nouveau Testament du XIIe siècle avec plus de 150 scènes au total, complétées par quelques scènes de l'Ancien. Cette iconographie, tout comme celle du psautier de Saint-Alban, est en partie inspirée de modèles remontant au XIe siècle et provenant du scriptorium de l'abbaye d'Echternach. Mais de nombreuses scènes sont totalement originales et semblent avoir été créées pour ce manuscrit.

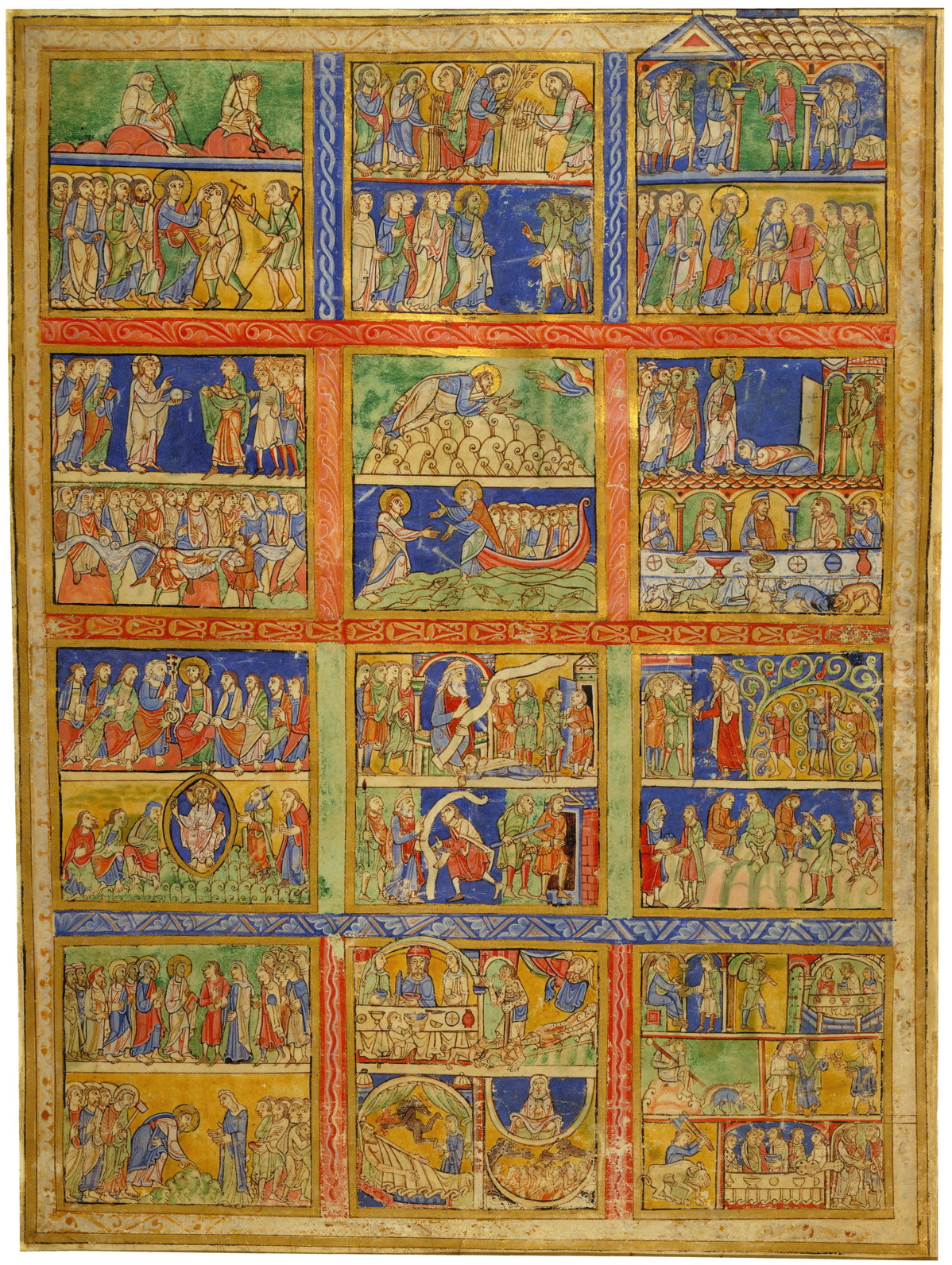
Feuillet de la Morgan Library, M.521
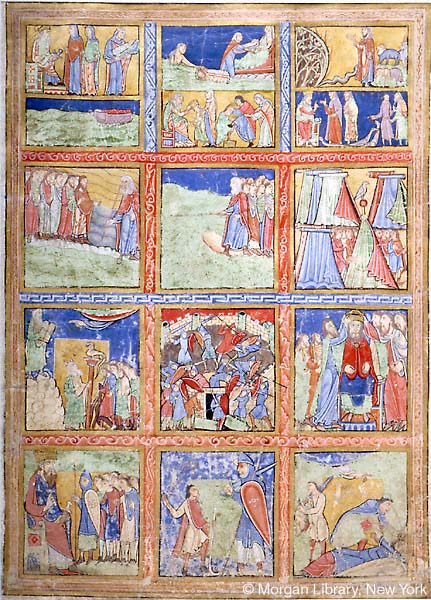
Feuillet de la Morgan Library, M.724
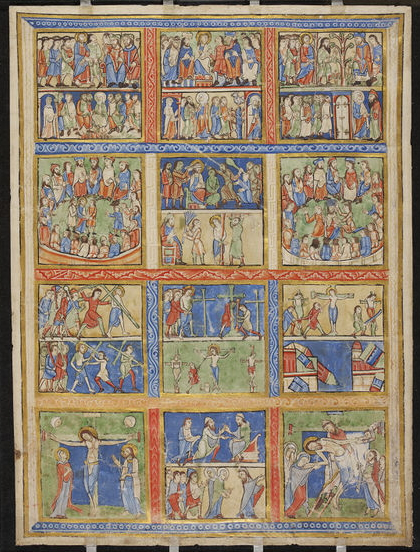
Feuillet du Victoria and Albert Museum
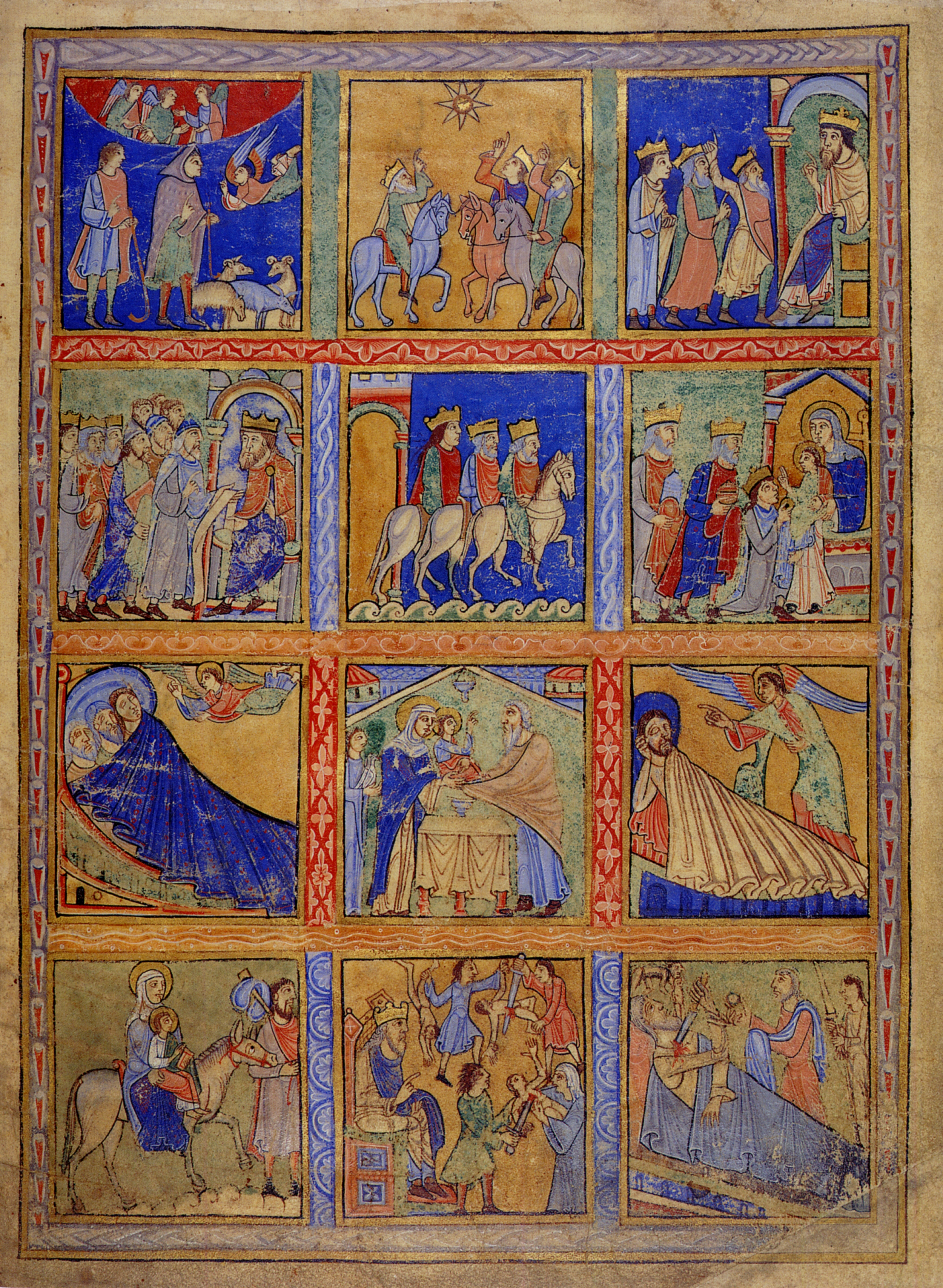
Feuillet de la British Library